# S.Y.N.A.P.S.E. - Pericolo in rete
S.Y.N.A.P.S.E. - Pericolo in rete (Antitrust) è un film del 2001 diretto da Peter Howitt, con Ryan Phillippe e Tim Robbins.

## Trama
Appena laureati all'Università di Stanford, Milo e il suo migliore amico Teddy progettano il loro avvenire, ma vengono separati dall'intervento di Gary Winston, un magnate dell'informatica che li invita a lavorare al suo progetto. Gary è a capo della NURV, una multinazionale che controlla strettamente il mercato del software internazionale. Sta progettando S.Y.N.A.P.S.E., un rivoluzionario sistema di broadcasting satellitare, in grado di integrare in un unico software e memoria elettronica tutti i canali di comunicazione di audio, video, testi, ma ha bisogno di svilupparlo in fretta per via della concorrenza agguerrita esistente sul progetto.
Perciò contatta Milo, e lo accoglie in una visita alla NURV nella quale gli prospetta la sua visione del futuro informatico, lo presenta al team di sviluppo di S.Y.N.A.P.S.E. e lo affascina presentandosi come: un modello vincente, brillante, un genio carismatico e motivatore, che esorta i suoi allievi a superare i limiti, «per fare la storia, non essere uno qualunque», ma parte di una élite,  che sarà ricordata. Milo, sensibile al successo e al denaro, decide di lavorare per Winston e, come altri ricercatori della struttura,  diviene il pupillo del suo maestro. Si trasferisce nei suoi laboratori con la sua fidanzata, mentre Teddy, idealista e filantropo, preferisce creare un'impresa per conto suo; la NURV è stupefacente per grandezza e ricchezza, tanto che Milo rimane spaesato. Ma lavorando a S.Y.N.A.P.S.E., dopo poco tempo Milo comincia a farsi delle domande sulla provenienza del codice sorgente che di tanto in tanto Gary gli fornisce per continuare lo sviluppo senza soste forzate. Una sera Teddy viene ucciso, apparentemente da una banda di teppisti razzisti, come suffragato da scritte anticinesi, che devastano anche l'appartamento e l'azienda.
Confrontando le parole di Larry, amico e collaboratore di Teddy, con quelle di Gary, Milo scopre la provenienza del codice sorgente sospetto: viene rubato a centinaia di programmatori tenuti sotto controllo in tutto il mondo, programmatori che vengono uccisi se raggiungono risultati tali da costituire un problema per la NURV, come è successo a Teddy. 
Milo trova la stazione centrale di controllo, mimetizzata all'interno della struttura della NURV, in un pericoloso gioco a rimpiattino con la sicurezza dell'azienda, e scopre che anche la sua fidanzata collabora con Gary per tenerlo sotto controllo: non può più fidarsi di nessuno, è completamente solo e cade nel panico senza sapere cosa fare. Inoltre riesce a visionare i nastri ripresi da una telecamera spia installata nell'appartamento di Teddy all'interno della centrale stessa. Vuole denunciare Gary, ma trova un suo infiltrato anche al dipartimento di giustizia. Decide di mettere a frutto il codice rubato, portando a termine il progetto S.Y.N.A.P.S.E. per far conoscere a tutto il mondo i crimini della NURV.
Aiutato dalla fidanzata Alice, ormai ex complice della NURV, e tradito da Lisa complice di Gary, Milo riesce ad attirare su di sé l'attenzione di Gary mentre i suoi amici utilizzano S.Y.N.A.P.S.E. per denunciarlo pubblicamente e distribuiscono gratuitamente e liberamente il codice sorgente del software su Internet.
"Il sapere umano appartiene al mondo"  (Milo)

## Critica
(Fantafilm)

## Riconoscimenti
- 2001 - Shanghai International Film Festival:
  - Calice d'oro al Miglior film
  - Calice d'oro al Miglior regista